# Suurisuo (sumpmark i Finland, Kymmenedalen, lat 60,58, long 27,60)
Suurisuo är en sumpmark i Finland. Den ligger i Vederlax i landskapet Kymmenedalen, i den södra delen av landet, 150 km öster om huvudstaden Helsingfors.